# Passer moabiticus

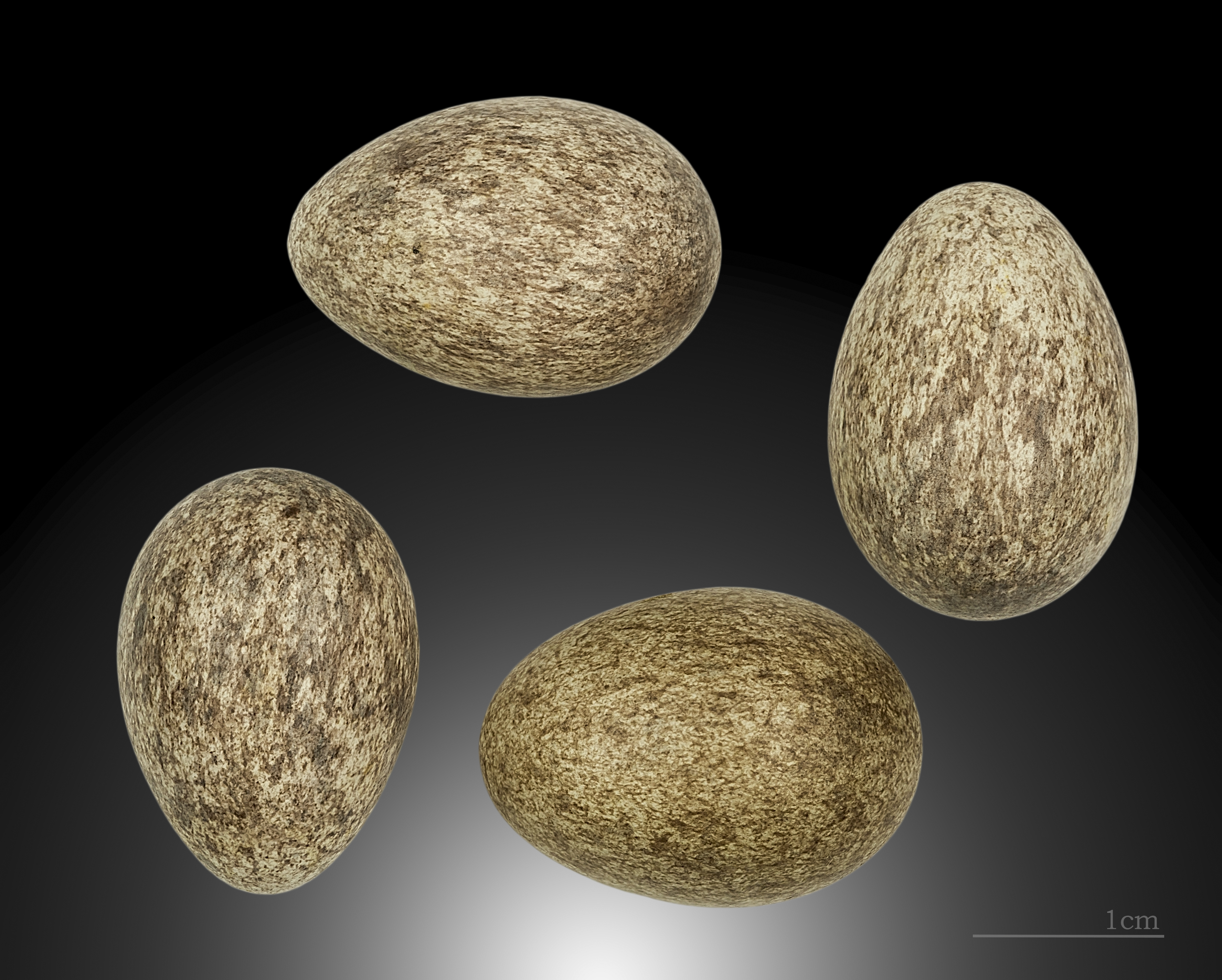
Passer italiae

Il passero del mar Morto o passera del mar Morto (Passer moabiticus Tristram, 1864) è un uccello passeriforme della famiglia Passeridae.

## Descrizione
Si tratta di un piccolo passero, 12-13 cm di lunghezza che nidifica in pianura con alcuni arbusti, tra tamerici e vicino all'acqua. 
Costruisce il nido in un albero e depone dalle 4 alle 7 uova .
Il maschio ha una corona bianca e sul collo un piccolo bavaglino nero. 
Ha un sopracciglio chiaro tendente al giallo cuoio nella parte posteriore e ai lati del collo delle macchioline gialle.
La femmina è più piccola con un dorso bruno striato, la testa grigia e la parte inferiore nera.
Questa specie si nutre principalmente di semi, come altri passeri. Il suo cinguettio assomiglia a quello della Passera Spagnola, ma è più debole.

## Distribuzione e habitat
È caratteristico dell'area del mar Morto e del fiume Giordano, e lo si può trovare in quasi tutto il Medio Oriente (stabilmente in  Egitto, Cipro, Giordania, Iran, Iraq, Israele, Palestina, Siria, Turchia, di passaggio in Bahrein, Kuwait ed Emirati Arabi Uniti); lo si può avvistare tuttavia anche in Afghanistan, Pakistan, India e, di passaggio, Grecia.